# William Whipple
William Whipple (25. ledna 1731 NS, [14. ledna 1730 OS], Maine – 28. listopadu 1785) byl signatářem Deklarace nezávislosti Spojených států jako zástupce státu New Hampshire a členem kontinentálního kongresu v letech 1776 až 1779. Pracoval jako lodní kapitán i jako obchodník. Studoval na vysoké škole, aby se mohl stát soudcem. Zemřel na srdeční komplikace v roce 1785 ve věku 55 let.

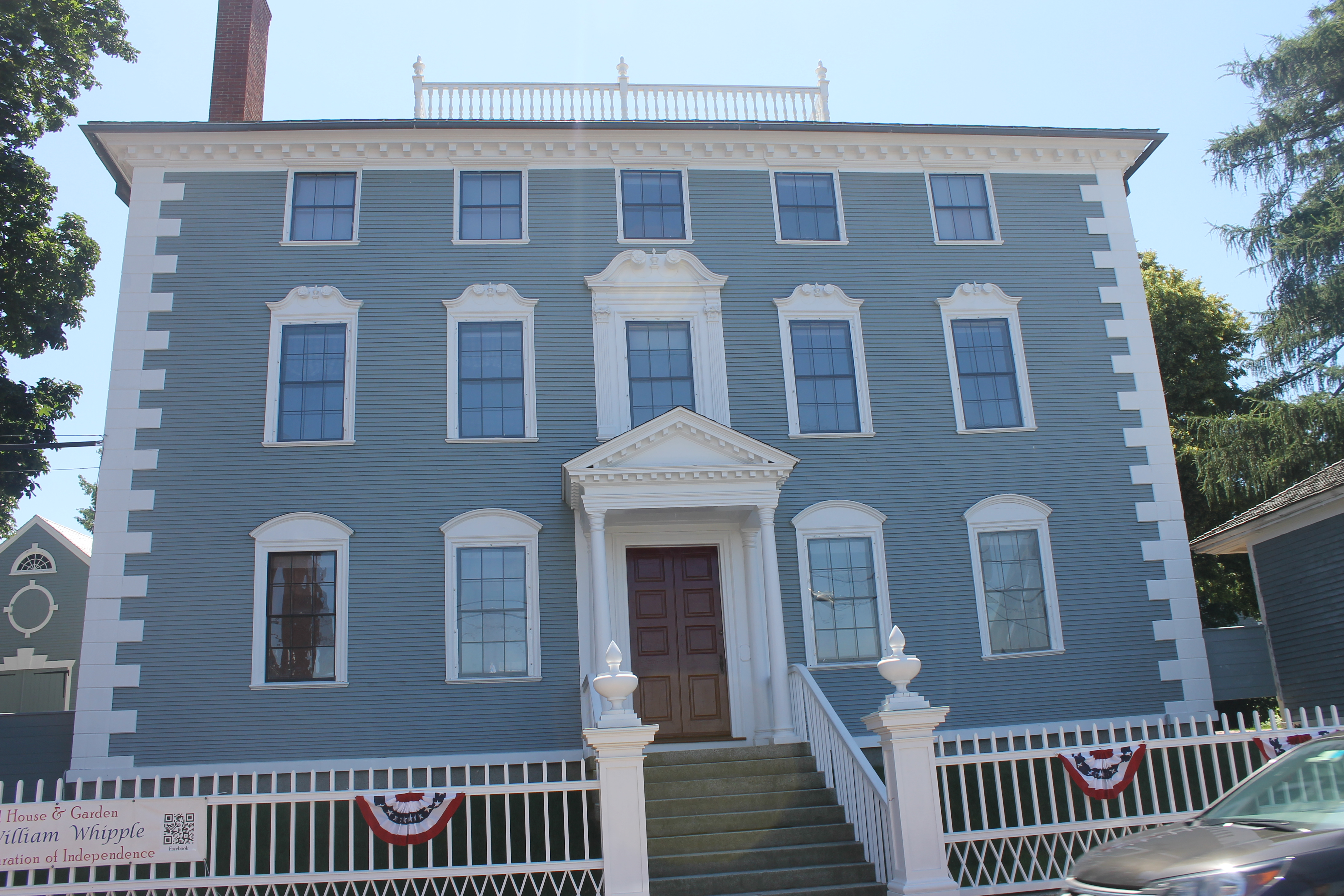
Moffatt-Ladd House, dům Williama Whippla v Portsmouthu, New Hampshire

## Životopis
Whipple se narodil v Kittery v Maine jako syn kapitána Williama Whippla a jeho ženy Mary (rozené Cutt). Své vzdělání začal na běžné škole. Poté odešel na moře a ve věku 21 let se stal lodním mistrem. V roce 1767 se oženil se svou sestřenicí Catherine Moffa. V roce 1769 se přestěhovali do domu Moffatt-Ladd House na Market Street v Portsmouthu.Whipple získal své jmění účastí na obchodu se Západní Indií.Obchodoval s rumem, dřevem a otroky. Od roku 1759 byl obchodníkem v Portsmouthu v New Hampshire, obchodoval společně se svým bratrem.

## Politická kariéra
V roce 1775 New Hampshire rozpustil probritskou vládu a zorganizoval "House of Representatives" a "Executive Council" známé pod společným názvem Provincial Congress. Do tohoto orgánu byl Whiple zvolen jako reprezentant za Portsmouth, New Hampshire. Stal se členem Committee of Safety (Výboru pro bezpečnost). Poté byl zvolen delegátem do kontinentálního kongresu a podepsal Deklaraci nezávislosti Spojených států. Byl také druhým bratranec kolegy, signatáře Stephen Hopkins. V lednu 1776 Whipple psal kolegovi, který také podepsal Deklaraci, Josiahu Bartlettovi, o blížící se úmluvě:
Tento rok, můj příteli, je velký a plný velkých důležitých událostí. Nic menšího než osud Ameriky nezávisí na ctnosti jejích synů, a pokud nemají dost ctnosti na to, aby podporovali nejslavnější událost, do jaké kdy byly lidské bytosti zapojeny, nezaslouží si požehnání svobody.

Whipple osvobodil svého otroka, neboť říkal, že žádný muž nemůže bojovat za svobodu a zároveň držet jiného v otroctví. Napsal:
Doporučuji zvýšení počtu černochů u některých pluků. Předpokládám, že to položí základ pro emancipaci těchto ubožáků v zemi. Doufám, že to bude způsob, jak rozdat požehnání svobody všem lidským rasám v Americe.

## Vojenská kariéra
Whipple byl jako první pověřen účastí na New Hampshire Provincial Congress v roce 1777. V Saratoze byl Whipple pověřen velením brigády sestávající ze čtyř pluků milice: Bellowův pluk, Chaseův pluk, Mooreův pluk a Welchův pluk. Za jejich statečnost v bitvě u Saratogy byl Whipple a plukovník James Wilkinson vybrán generálmajorem Horatio Gatesem, aby určil spolu se dvěma zástupci podmínky kapitulace britského generála Johna Burgoyna. Whipple pak podepsal Convention Saratoga. Poté byl určen spolu s několika dalšími důstojníky doprovodit Burgoyna a jeho armádu zpět na Winter Hill, Somerville, Massachusetts. Zprávu o vítězství u Saratogy předal kapitánu Johnu Paulu Jonesovi, který informoval Benjamina Franklina. Ten byl v té době v Paříži na diplomatických jednáních. Zprávy o vítězství se pro Franklina během aliančních jednání s Francií ukázaly jako velmi cenné. V 1778 Whipple následoval svého velícího důstojníka, generála Johna Sullivana do bitvy na Rhode Island. Během ústupu nařízeném generálem Sullivanem blížící se nepřítel vystřelil a vážně zranil nohu jednoho z velitelů Whippleovy brigády, což později vyžadovalo amputaci.

## Smrt
Po válce se Whipple stal soudcem Nejvyššího soudu v New Hampshire. Trpěl srdečním onemocněním a zemřel poté, co omdlel během jízdy na koni při cestování po svém soudním obvodě. Byl pohřben na hřbitově v Portsmouthu, New Hampshire.Jeho náhrobní kámen byl nahrazen novým památníkem v roce 1976.